# M.V.P.
M.V.P. (afkorting voor Most Valuable Playas) is een samenwerkingsverband van Robert Clivilles, die in de jaren 90 vooral bekend was door zijn samenwerking met David Cole in het danscollectief C+C Music Factory, dat grote hits scoorde met onder andere Gonna make you sweat.

## Biografie
In 2002 ontmoette Robert Stagga Lee (echte naam Eric Newman, afkomstig van Yonkers, ten noorden van New York). Stagga Lee (zijn naam is afkomstig van een nummer van Lloyd Price uit 1957) was al vroeg aan het rappen en werd via prodcuer Max Perez voorgesteld aan Robert Clivilles. Deze zag wel wat in hem en dat leidde tot een debuutsingle eind 2002, getiteld Roll Wit MVP. Deze single bevat een sample uit een track van Minnie Riperton genaamd Lovin' You.
Hierna werd rond Stagga een groep van een zestal talentvolle artiesten gevormd, waarmee een album opgenomen kon worden. Deze artiesten waren Rob Dinero, Mighty Max, Vice Verse (= Victor Matis), Jasmine Ray, J.R.X.L. en Fatts Bronston, die onder de naam Most Valuable Playas verder zouden gaan.
In 2004 werd door MVP samen met Stagga Lee het debuutalbum Hit the spot uitgebracht, waarop het nummer Roc ya body (mic check 1, 2) stond. In Amerika scoorde het nummer laag, maar in Engeland bereikte het in 2005 de vijfde plaats van de hitparade, waarna het ook in Nederland een hit werd.

## Discografie

### Albums
| Album met eventuele hitnotering(en) in de Nederlandse Album Top 100 | Datum van verschijnen | Datum van binnenkomst | Hoogste positie | Aantal weken | Opmerkingen |
| ------------------------------------------------------------------- | --------------------- | --------------------- | --------------- | ------------ | ----------- |
| Hit the spot                                                        | 2004                  |                       |                 |              |             |

### Singles
| Single met eventuele hitnotering(en) in de Nederlandse Top 40 | Datum van verschijnen | Datum van binnenkomst | Hoogste positie | Aantal weken | Opmerkingen |
| ------------------------------------------------------------- | --------------------- | --------------------- | --------------- | ------------ | ----------- |
| Roc ya body (mic check 1, 2)                                  | 30-6-2005             | 6-8-2005              | 24              | 4            |             |